# مهرشهر بیرجند
مهرشهر شهرکی مسکونی و نوساز در شمال شهر بیرجند است. فاصله این شهرک تا شهر بیرجند ۳ کیلومتر و جمعیت آن حدود 20هزار نفر می‌باشد. این شهرک در گذشته روستایی به نام  دهلکوه از دهستان القورات شهرستان بیرجند بوده و با افزایش جمعیت، تبدیل به شهرک مسکونی شده است.تمدن چلو ها که به تازگی شهر شده

## تغییر نام دهلکوه به مهرشهر
نام این شهرک بعد از اعمال پروژه مسکن مهر در این منطقه و با ورود رئیس جمهور دولت دهم، محمود احمدی‌نژاد و افتتاح این پروژه، تغییر نام یافت.